# Sylwia Kapusta
Sylwia Kapusta (Rzeszów, 8 december 1982) is een voormalig wielrenster uit Polen.
In 2009 werd Kapusta nationaal kampioene hill climb.
In de Ronde van Italië voor vrouwen 2011 werd ze 8e in het eindklassement, en derde in de tweede etappe.